# Wallmerod
Wallmerod é um município da Alemanha localizado no distrito de Westerwaldkreis, estado da Renânia-Palatinado.
É membro e sede do Verbandsgemeinde de Wallmerod.